# Rajdowe Mistrzostwa Świata 1974

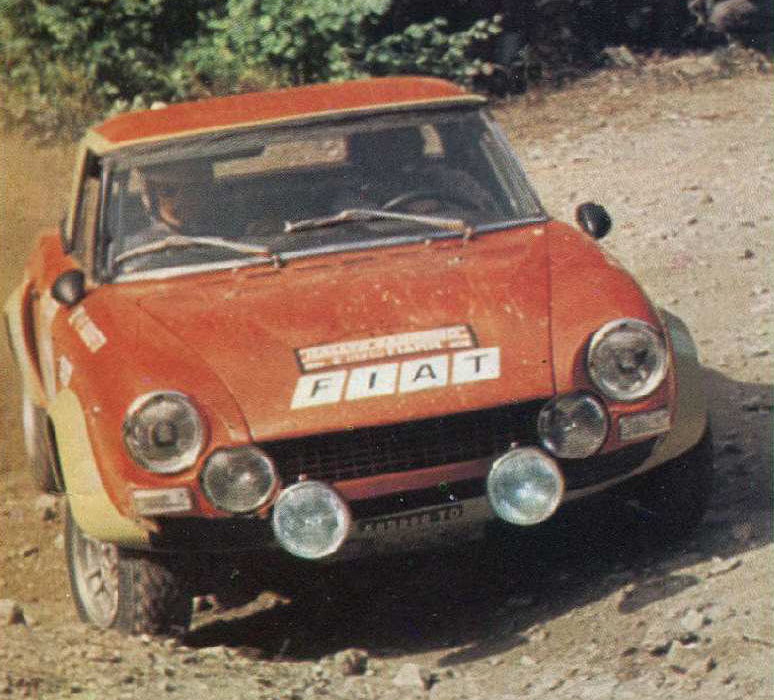
Włoski kierowca Giulio Bisulli podczas Rajdu San Remo 1974 zajął 2 miejsce

Rezultaty Rajdowych Mistrzostw Świata w 1974 roku, drugim sezonie mistrzostw organizowanych przez Fédération Internationale de l'Automobile FIA (Międzynarodową Federację Samochodową).

## Kalendarz
W sezonie 1974 z powodu kryzysu naftowego kalendarz WRC został zmniejszony z 13 do 8 rajdów. Rajdy w Maroku, Polsce i Austrii wypadły z kalendarza, natomiast rajdy w Monte Carlo, Szwecji i Grecji były planowane, ale w końcu się nie odbyły. 
| Runda | Data                       | Nazwa rajdu                   | Nawierzchnia  | Zwycięzca           | Samochód               |
| ----- | -------------------------- | ----------------------------- | ------------- | ------------------- | ---------------------- |
| 1     | 20–23 marca                | Rajd Portugalii 1974          | asfalt/szuter | Raffaele Pinto      | Fiat Abarth 124 Rallye |
| 2     | 11–15 kwietnia             | Rajd Safari 1974              | szuter        | Joginder Singh      | Mitsubishi Colt Lancer |
| 3     | 2–4 sierpień               | Rajd Tysiąca Jezior 1974      | szuter        | Hannu Mikkola       | Ford Escort RS1600     |
| 4     | 2–5 październik            | Rajd San Remo 1974            | asfalt/szuter | Sandro Munari       | Lancia Stratos HF      |
| 5     | 16–20 październik          | Rajd of the Rideau Lakes 1974 | szuter        | Sandro Munari       | Lancia Stratos HF      |
| 6     | 30 październik–3 listopada | Rajd Press-on-Regardless 1974 | szuter        | Jean-Luc Thérier    | Renault 17 Gordini     |
| 7     | 16–20 listopada            | Rajd Wielkiej Brytanii 1974   | szuter        | Timo Mäkinen        | Ford Escort RS1600     |
| 8     | 30 listopada–1 grudnia     | Rajd Francji 1974             | asfalt        | Jean-Claude Andruet | Lancia Stratos HF      |

## Wyniki
W latach 1973–1976 w Rajdowych Mistrzostwach Świata uwzględniana była tylko klasyfikacja producentów, nie prowadzono klasyfikacji kierowców.  

### Klasyfikacja generalna producentów
Punkty dla producenta zdobywał najwyżej sklasyfikowany samochód danej marki według klucza: 
| Miejsce | 1  | 2  | 3  | 4  | 5 | 6 | 7 | 8 | 9 | 10 |
| Punkty  | 20 | 15 | 12 | 10 | 8 | 6 | 4 | 3 | 2 | 1  |

Liczyło się rzeczywiste miejsce w klasyfikacji rajdu (przykładowo pierwsze trzy miejsca w rajdzie zajęło Renault, więc następny w klasyfikacji Ford otrzymał punkty za czwarte miejsce, a Renault otrzymywał tylko punkty za pierwsze miejsce). 
| Miejsce | Producent      | POR | KEN | FIN | ITA | CAN | USA | GBR | FRA | Punkty |
| ------- | -------------- | --- | --- | --- | --- | --- | --- | --- | --- | ------ |
| 1       | Lancia         |     | 3   |     | 1   | 1   | 4   | 3   | 1   | 94     |
| 2       | Fiat           | 1   | 10  | 3   | 2   |     | 2   |     | 6   | 69     |
| 3       | Ford           | 9   |     | 1   |     | 4   |     | 1   |     | 52     |
| 4       | Toyota         | 4   |     |     |     | 3   |     | 4   |     | 32     |
| 5       | Alpine-Renault | 6   |     |     |     |     | 5   |     | 2   | 29     |
| 6       | Datsun         | 5   | 4   |     |     | 5   |     | 9   |     | 28     |
| 7       | Porsche        |     | 2   |     | 5   |     | 7   |     |     | 27     |
| 8       | Opel           |     |     | 8   | 3   |     |     | 5   | 7   | 27     |
| 9       | Saab           |     |     | 4   |     |     |     | 2   |     | 25     |
| 10      | Renault        |     |     |     |     |     | 1   |     | 8   | 23     |
| 11      | Mitsubishi     |     | 1   |     |     |     |     |     |     | 20     |
| 12      | Volvo          |     |     |     |     |     | 10  | 6   |     | 7      |
| 13      | BMW            | 7   |     |     |     |     |     |     |     | 4      |
| 14      | Peugeot        |     | 7   |     |     |     |     |     |     | 4      |
| 15      | Citroën        | 8   |     |     |     |     |     |     |     | 3      |
| 16      | Alfa Romeo     |     |     |     |     |     |     |     | 10  | 1      |
| Miejsce | Producent      | POR | KEN | FIN | ITA | CAN | USA | GBR | FRA | Punkty |

| Kolor     | Opis                   |
| --------- | ---------------------- |
| Złoty     | Zwycięzca              |
| Srebrny   | 2 miejsce              |
| Brązowy   | 3 miejsce              |
| Zielony   | Punktowane miejsce     |
| Niebieski | Ukończył nie punktował |
| Fioletowy | Nie ukończył NU        |
| Czarny    | Wykluczony X           |
| Biały     | Nie wystartował NW     |
| Puste     | Nie brał udziału       |